# WTA Swiss Open 1986
Lo WTA Swiss Open 1986 è stato un torneo di tennis giocato sulla terra rossa. È stata la 15ª edizione del torneo, che fa parte del Virginia Slims World Championship Series 1986. Si è giocato al Drizia-Miremont Tennis Club di Lugano in Svizzera, dal 19 al 25 maggio 1986.

## Campionesse

### Singolare
Raffaella Reggi ha battuto in finale  Manuela Maleeva con il punteggio di 5–7, 6–3, 7–6(6).

### Doppio
Elise Burgin /  Betsy Nagelsen hanno battuto in finale  Jenny Byrne /  Janine Thompson con il punteggio di 6–2, 6–3.